# La Moitié du ciel (film, 2015)
Pour les articles homonymes, voir La Moitié du ciel.
Pour plus de détails, voir Fiche technique et Distribution.
La Moitié du ciel est un film franco-marocain réalisé par Abdelkader Lagtaâ, adapté du roman autobiographique La Liqueur d'aloès de Jocelyne Laâbi.

## Synopsis
Dans les années 1970, à Rabat, Jocelyne est mariée à Abdellatif Laâbi avec qui elle a deux enfants. Elle a 28 ans, est professeur français, lui a 29 ans et est poète. Il est aussi directeur de Souffles, une revue contestataire et, avec l'aide de son ami Abraham Serfaty, il crée le mouvement révolutionnaire Ilal-Amam.
En janvier 1972, Abdellatif et Abraham se font arrêter parmi d'autres hommes du mouvement. C'est à partir de ce moment-là que commence le combat des femmes de ces prisonniers contre les institutions afin de faire libérer leurs maris, leurs fils et leurs frères.

## Fiche technique
- Réalisation : Abdelkader Lagtaâ
- Scénaristes : Jocelyne Laâbi, Abdellatif Laâbi, Abdelkader Lagtaâ
- Photographie : Pierre Jouvion
- Musique originale : Yohann Zveig
- Montage : Eva Reilhan
- Producteur : Christophe Stathopoulos
- Société de production : Du Goudron et des Plumes Productions
- Durée : 102 minutes

## Distribution
- Sonia Okacha : Jocelyne Laâbi
- Anas El Baz : Abdellatif Laâbi
- Hamza Kadri : Adil Mansour
- Chaimae Ejjbiri : Zahra
- Sarah-Laure Estragnat : Muriel
- Qôds Laâbi : Evelyne Serfati
- Sara Rerhrhaye : Fatima
- Aouatefe Lahmani : Batoul
- Marc Samuel : Abraham Serfaty

## Distinctions
- Festival international du film de Marrakech 2014 - Coup de cœur[2]
- Festival international du film de Tanger 2015 - Meilleur Scénario & Prix du public "Ciné-Club"[3]
- Festival international du film méditerranéen de Tétouan 2015 - Prix des Droits de l'Homme[4]
- Festival du film d'Alexandrie 2015 - Prix spécial du Jury[5]